# Stay in Touch
Stay in Touch ist das zehnte Studioalbum der deutsch-französischen Popsängerin Sandra. Es erschien am 26. Oktober 2012 bei Virgin Records.

## Entstehung und Veröffentlichung
Das Album wurde von Blank & Jones gemeinsam mit Andy Kaufhold produziert. Die Musik stammt überwiegend von Jens Gad, der zuvor als Produzent für Sandra tätig gewesen war. Sun in Disguise stammt von Hubert Kemmler alias Hubert Kah und seiner Ex-Frau Susanne Sigl. Auch der Titelsong Stay In Touch und die zweite Single-Kopplung Infinite Kiss stammen von Kemmler.
Die Deluxe-Version enthält eine zweite CD ausschließlich mit Extended Versions.

## Titelliste
| #  | Titel                                       | Autor(en)                    | Produzent(en)                          | Länge |
| -- | ------------------------------------------- | ---------------------------- | -------------------------------------- | ----- |
| 1  | Stay In Touch                               | Hubert Kemmler, Jens Gad     | Piet Blank, Jaspa Jones, Andy Kaufhold | 3:51  |
| 2  | Infinite Kiss                               | Hubert Kemmler, Jens Gad     | Piet Blank, Jaspa Jones, Andy Kaufhold | 2:51  |
| 3  | Between Me & The Moon                       | Jens Gad                     | Piet Blank, Jaspa Jones, Andy Kaufhold | 3:24  |
| 4  | Maybe Tonight                               | Jens Gad                     | Piet Blank, Jaspa Jones, Andy Kaufhold | 3:07  |
| 5  | Moscow Nights                               | Jens Gad                     | Piet Blank, Jaspa Jones, Andy Kaufhold | 3:43  |
| 6  | Heart Of Wax                                | Jens Gad                     | Piet Blank, Jaspa Jones, Andy Kaufhold | 4:17  |
| 7  | Kings & Queens                              | Jens Gad                     | Piet Blank, Jaspa Jones, Andy Kaufhold | 3:18  |
| 8  | Angels In My Head                           | Jens Gad                     | Piet Blank, Jaspa Jones, Andy Kaufhold | 2:57  |
| 9  | Sand Heart                                  | Jens Gad                     | Piet Blank, Jaspa Jones, Andy Kaufhold | 3:50  |
| 10 | Love Starts With A Smile                    | Jens Gad                     | Piet Blank, Jaspa Jones, Andy Kaufhold | 3:28  |
| 11 | Sun In Disguise                             | Hubert Kemmler, Susanne Sigl | Piet Blank, Jaspa Jones, Andy Kaufhold | 4:23  |
|    | Deluxe Edition (Disc 2)                     |                              |                                        |       |
| 1  | Moscow Nights (Extended Version)            | Jens Gad                     | Piet Blank, Jaspa Jones, Andy Kaufhold | 5:12  |
| 2  | Kings & Queens (Extended Version)           | Jens Gad                     | Piet Blank, Jaspa Jones, Andy Kaufhold | 6:30  |
| 3  | Love Starts With A Smile (Extended Version) | Jens Gad                     | Piet Blank, Jaspa Jones, Andy Kaufhold | 5:46  |
| 4  | Angels In My Head (Extended Version)        | Jens Gad                     | Piet Blank, Jaspa Jones, Andy Kaufhold | 5:35  |
| 5  | Stay In Touch (Extended Version)            | Hubert Kemmler, Jens Gad     | Piet Blank, Jaspa Jones, Andy Kaufhold | 5:48  |
| 6  | Between Me & The Moon (Extended Version)    | Jens Gad                     | Piet Blank, Jaspa Jones, Andy Kaufhold | 5:27  |
| 7  | Sun In Disguise (Extended Version)          | Hubert Kemmler, Susanne Sigl | Piet Blank, Jaspa Jones, Andy Kaufhold | 5:57  |
| 8  | Maybe Tonight (Extended Version)            | Jens Gad                     | Piet Blank, Jaspa Jones, Andy Kaufhold | 4:58  |
| 9  | Infinite Kiss (Extended Version)            | Hubert Kemmler, Jens Gad     | Piet Blank, Jaspa Jones, Andy Kaufhold | 5:17  |
| 10 | Sand Heart (Extended Version)               | Jens Gad                     | Piet Blank, Jaspa Jones, Andy Kaufhold | 6:20  |
| 11 | Heart Of Wax (Extended Version)             | Jens Gad                     | Piet Blank, Jaspa Jones, Andy Kaufhold | 7:12  |

## Chartplatzierungen
| ChartsChartplatzierungen | Höchstplatzierung | Wochen |
| ------------------------ | ----------------- | ------ |
| Deutschland (GfK)        | 20 (2 Wo.)        | 2      |
| Schweiz (IFPI)           | 51 (1 Wo.)        | 1      |